# コアオアシシギ

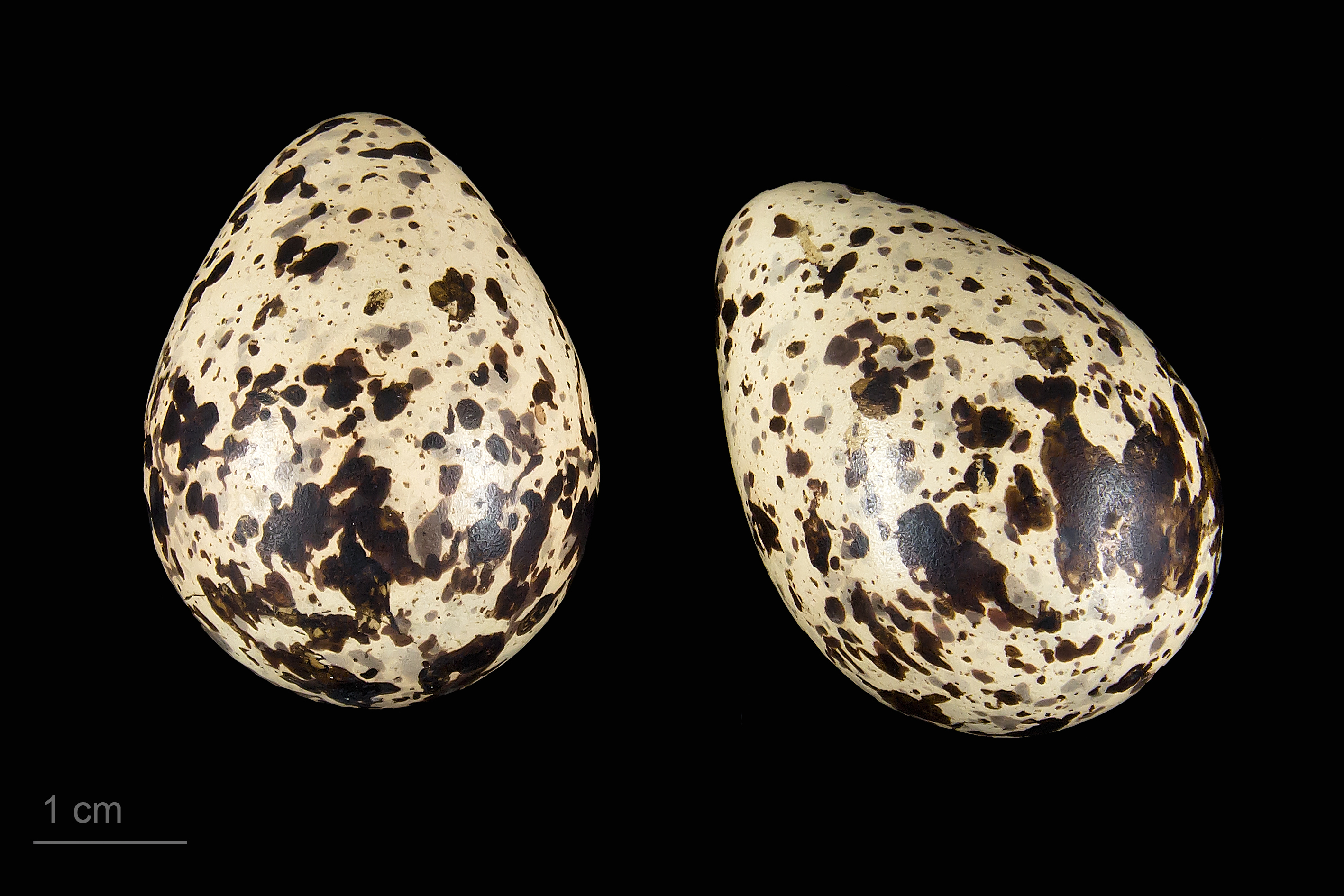
Tringa stagnatilis

コアオアシシギ（小青足鴫、学名：Tringa stagnatilis）は、チドリ目シギ科に分類される鳥類の一種。

## 分布
主にロシア南部から中央アジアにかけての地域で繁殖するが、中国東北部でも局地的に繁殖している。冬季はアフリカ中部から南部、インド、東南アジア、オーストラリア等に渡り越冬する。
日本では、旅鳥として春と秋の渡りの時期に本州、九州、沖縄において見られるが数は多くない。越冬する個体もいる。

## 形態
全長約24cm。成鳥夏羽は頭部から胸までは淡青灰色で、細かい黒斑がはいる。背は灰褐色で、体の下面は白色である。嘴は黒く、足は黄緑色。成鳥冬羽は、頭部からの体の上面が灰色で、白い羽縁がある。足の色は暗色がかっている。
雌雄同色である。

## 生態
越冬時は、海岸近くの水田や、湿地、干潟等に生息する。日本には単独か数羽の群れで渡来することが多い。繁殖期には、湖沼や湿地の側の草地などに生息する。
食性は動物食で、水生昆虫や、甲殻類、貝類などを捕食する。
繁殖形態は卵生。地上に営巣し、普通4卵を産む。 
「ピッピッピッ」「ピョー」などと鳴く。

## 画像
左がコアオアシシギ。